# مقاطعة لورين (أوهايو)
مقاطعة لوراين (بالإنجليزية: Lorain County)‏ هي إحدى مقاطعات ولاية أوهايو في الولايات المتحدة الأمريكية. اعتبارًا من تعداد عام 2020، بلغ عدد سكانها 312,964 نسمة. ومركز المقاطعة هو إليريا، وأكبر مدنها هي لورين. وتأسست المقاطعة فعليًا عام 1822، وأصبحت مستقلة قضائيًا عام 1824. مقاطعة لورين جزء من المنطقة الإحصائية الحضرية في كليفلاند، أوهايو. كما تضم المقاطعة كلية أوبرلين.